# Jewgenija Sergejewna Rodina
Jewgenija Sergejewna Rodina (russisch Евгения Сергеевна Родина, engl. Transkription Evgeniya Sergeyevna Rodina; * 4. Februar 1989 in Moskau, Sowjetunion) ist eine russische Tennisspielerin.

## Karriere
Rodina, die Hartplätze bevorzugt, ist seit 2004 Tennisprofi. Sie hat einen Bruder; ihre Mutter Oxana ist Coach der russischen U16-Mannschaft. Trainiert wird Rodina von ihrem Ehemann Denis Shteyngart, mit dem sie seit 2012 eine Tochter (Anna) hat.
Sie trat zunächst bei ITF-Turnieren an. 2005 folgte ihr erster Auftritt auf der WTA Tour beim Turnier in Taschkent, bei dem sie auf Anhieb das Viertelfinale erreichte. 2007 gewann sie den Doppelwettbewerb der Juniorinnen bei den Australian Open.
2018 stand sie in Wimbledon im Einzel im Achtelfinale, in dem sie Serena Williams unterlag; es war ihr bislang bestes Abschneiden bei einem Grand-Slam-Turnier.
Im November 2016 gewann sie beim WTA-Challenger-Turnier in Taipeh (auf Teppichboden) den Einzeltitel.

## Turniersiege

### Einzel
| Nr. | Datum              | Turnier             | Kategorie      | Belag             | Finalgegnerin                | Ergebnis      |
| --- | ------------------ | ------------------- | -------------- | ----------------- | ---------------------------- | ------------- |
| 1.  | August 2006        | Moskau              | ITF $25.000    | Sand              | Jekaterina Makarowa          | 7:64, 6:3     |
| 2.  | November 2006      | Minsk               | ITF $25.000    | Teppich (Halle)   | Anastassija Pawljutschenkowa | 6:4, 6:3      |
| 3.  | Oktober 2007       | Podolsk             | ITF $25.000    | Hartplatz (Halle) | Anna Lapuschtschenkowa       | 6:1, 6:3      |
| 4.  | November 2007      | Minsk               | ITF $50.000    | Hartplatz (Halle) | Sorana Cîrstea               | 6:1, 6:1      |
| 5.  | April 2009         | Chanty-Mansijsk     | ITF $50.000    | Teppich (Halle)   | Anna Lapuschtschenkowa       | 6:3, 6:2      |
| 6.  | November 2009      | Bratislava          | ITF $50.000    | Hartplatz (Halle) | Renata Voráčová              | 6:4, 6:2      |
| 7.  | August 2010        | Astana              | ITF $50.000    | Hartplatz         | Kazjaryna Dsehalewitsch      | 4:6, 6:1, 6:4 |
| 8.  | 6. Juli 2014       | Middelburg          | ITF $25.000    | Sand              | Angelique van der Meet       | 7:5, 7:5      |
| 9.  | 7. September 2014  | Moskau              | ITF $25.000    | Sand              | Xenia Knoll                  | 7:62, 6:1     |
| 10. | 21. September 2014 | Dobritsch           | ITF $25.000    | Sand              | Andreaa Mitu                 | 3:6, 7:5, 6:3 |
| 11. | 9. November 2014   | Scharm asch-Schaich | ITF $25.000    | Hartplatz         | Laura Siegemund              | 6:2, 6:2      |
| 12. | 16. November 2014  | Scharm asch-Schaich | ITF $25.000    | Hartplatz         | Laura Siegemund              | 5:7, 6:3, 6:2 |
| 13. | 19. Juni 2016      | Ilkley              | ITF $50.000    | Rasen             | Rebecca Šramková             | 6:4, 6:4      |
| 14. | 20. November 2016  | Taipeh              | WTA Challenger | Teppich (Halle)   | Chang Kai-chen               | 6:4, 6:3      |

### Doppel
| Nr. | Datum           | Turnier      | Kategorie      | Belag             | Partnerin                    | Finalgegnerinnen                            | Ergebnis         |
| --- | --------------- | ------------ | -------------- | ----------------- | ---------------------------- | ------------------------------------------- | ---------------- |
| 1.  | Mai 2005        | Dubrovnik    | ITF $10.000    | Sand              | Natalia Bogdanova            | Tina Obrež Meta Sevšek                      | 4:6, 6:4, 6:4    |
| 2.  | Oktober 2006    | Podolsk      | ITF $25.000    | Hartplatz (Halle) | Anastassija Pawljutschenkowa | Wassilissa Dawydowa Kazjaryna Dsehalewitsch | 6:1, 6:2         |
| 3.  | März 2007       | Moskau       | ITF $25.000    | Hartplatz (Halle) | Alissa Kleibanowa            | Arina Rodionowa Kazjaryna Dsehalewitsch     | 7:62, 6:0        |
| 4.  | April 2007      | Biarritz     | ITF $25.000    | Sand              | Jewhenija Sawranska          | Jekaterina Iwanowa Iryna Kurjanowitsch      | 2:6, 6:1, 6:3    |
| 5.  | April 2007      | Torrent      | ITF $50.000    | Sand              | Jekaterina Iwanowa           | Marta Marrero Carla Suárez Navarro          | 7:67, 3:6, 6:2   |
| 6.  | 17. August 2013 | Kasan        | ITF $50.000    | Hartplatz         | Weronika Kudermetowa         | Alexandra Artamonova Martina Borecká        | 5:7, 6:0, [10:8] |
| 7.  | März 2019       | Indian Wells | WTA Challenger | Hartplatz         | Kristýna Plíšková            | Taylor Townsend Yanina Wickmayer            | 7:67, 6:4        |

## Abschneiden bei Grand-Slam-Turnieren

### Einzel
| Turnier         | 2007 | 2008 | 2009 | 2010 | 2011 | 2012 | 2013 | 2014 | 2015 | 2016 | 2017 | 2018 | 2019 | 2020 | 2021 | 2022 | 2023 | Karriere |
| --------------- | ---- | ---- | ---- | ---- | ---- | ---- | ---- | ---- | ---- | ---- | ---- | ---- | ---- | ---- | ---- | ---- | ---- | -------- |
| Australian Open | Q2   | Q1   | Q1   | 1    | 2    | 1    | —    | —    | 1    | 1    | 1    | Q2   | 1    | —    | —    | —    | 1    | 2        |
| French Open     | Q2   | 1    | Q3   | Q3   | 1    | —    | —    | Q1   | 1    | Q1   | 1    | Q3   | 1    | —    | —    | —    | —    | 1        |
| Wimbledon       | Q2   | 3    | Q2   | Q2   | 2    | —    | —    | —    | 2    | 2    | 1    | AF   | —    |      | —    | —    | —    | AF       |
| US Open         | Q3   | 1    | Q2   | Q3   | 1    | —    | —    | Q1   | 2    | 2    | 2    | 1    | —    | —    | —    | 2    | —    | 2        |

Zeichenerklärung: S = Turniersieg; F, HF, VF, AF = Einzug ins Finale / Halbfinale / Viertelfinale / Achtelfinale; 1, 2, 3 = Ausscheiden in der 1. / 2. / 3. Hauptrunde; Q1, Q2, Q3 = Ausscheiden in der 1. / 2. / 3. Qualifikationsrunde; nicht ausgetragen

### Doppel
| Turnier         | 2008 | 2009 | 2010 | 2011 | 2012 | 2013 | 2014 | 2015 | 2016 | 2017 | 2018 | 2019 | 2020 | 2021 | 2022 | Karriere |
| --------------- | ---- | ---- | ---- | ---- | ---- | ---- | ---- | ---- | ---- | ---- | ---- | ---- | ---- | ---- | ---- | -------- |
| Australian Open | —    | —    | —    | —    | —    | —    | —    | —    | —    | —    | —    | 1    | —    | —    | —    | 1        |
| French Open     | —    | —    | —    | —    | —    | —    | —    | —    | —    | 1    | —    | 1    | —    | —    | —    | 1        |
| Wimbledon       | —    | —    | —    | 2    | —    | —    | —    | 1    | —    | 1    | —    | —    |      | —    | —    | 2        |
| US Open         | 2    | —    | —    | —    | —    | —    | —    | —    | —    | —    | —    | —    | —    | —    | 1    | 2        |